# John Stockwell

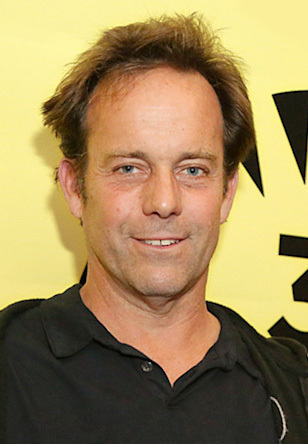
John Stockwell, 2014

John Stockwell Samuels IV (* 25. März 1961 in Galveston, Texas) ist ein US-amerikanischer Filmregisseur, Drehbuchautor und Schauspieler.

## Leben
Stockwell wurde als Sohn von Ellen Richards und des Rechtsanwalts John S. Samuels III geboren. Seine ältere Schwester ist die am King’s College London unterrichtende Historikerin Evelyn Welch (* 1959; geboren als Evelyn Kathleen Samuels) und seine Nichte die Musikerin Florence Welch (* 1986), Sängerin der Rockband Florence + the Machine.
Während seiner Zeit als Fotomodell Anfang der 1980er Jahre, damals unter seinem Namen John Samuels, war er mit Bianca Jagger und der Schauspielerin Barbara Allen liiert, einer Muse Andy Warhols. Zwischen 1983 und 1985 führte er eine Beziehung mit der Schauspielerin Rae Dawn Chong, die er bei einem Dreh kennengelernt hatte.
Seit 1988 ist Stockwell mit der bekannten Gastronomin Helene Henderson verheiratet und hat drei Kinder.

## Karriere
Stockwell begann seine Karriere als Fotomodell und arbeitete viel in Italien. Während dieser Zeit befreundete er sich mit dem späten Andy Warhol, der ihn auch in seiner Biografie erwähnte und für den er Modell stand.
Seine erste Nebenrolle als Schauspieler hatte er 1981 im Film Der ausgeflippte Professor. Ab 1983 folgten Haupt- und Nebenrollen in Die Aufreißer von der Highschool als Spider, in John Carpenters Verfilmung von Stephen Kings Horrorklassiker Christine als Dennis Gulder und 1985 in der Komödie Future Project – Die 4. Dimension als Michael Harlan. Im selben Jahr spielte er in City Limits; der bei Kritikern und an den Kinokassen erfolglose Film wurde später in einer Folge des US-amerikanischen Satireformats Mystery Science Theater 3000 (MST3K) persifliert. Im Jahr 1986 spielte er den „Cougar“ in Top Gun – Sie fürchten weder Tod noch Teufel an der Seite von Tom Cruise.
Im Fernsehen hatte er unter anderem Gastrollen in Fernsehserien wie The Young Riders und Erben des Fluchs.
Später konzentrierte sich Stockwell mehr auf die Arbeit hinter der Kamera und führte seit dem bei mehreren Filmen Regie. Sein Debüt als Regisseur hatte Stockwell 1987 mit Under Cover. Es folgten Regiearbeiten im Jahr 2000 in Cheaters, 2001 in Verrückt/Schön, 2002 in Blue Crush, 2005 in Into the Blue, 2006 in Turistas, 2009 in Heart, 2014 im Gina-Carano-Film In the Blood sowie Cannabis Kid und 2016 in Kickboxer: Die Vergeltung, einer Neuverfilmung des Martial-Arts-Films Karate Tiger 3 – Der Kickboxer aus dem Jahr 1989.
Neben seiner Arbeit vor und hinter der Kamera schreibt Stockwell auch Drehbücher. Sein erstes Drehbuch schrieb er 1986 für Teuflische Klasse. Es folgten unter anderem Drehbücher für Cheaters im Jahr 2000, für den mit Mark Wahlberg und Jennifer Aniston verfilmten Musikfilm Rock Star im Jahr 2001, für Blue Crush im Jahr 2002 und für Cannabis Kid im Jahr 2014, bei denen er auch Regie führte.

## Filmografie (Auswahl)

### Darsteller
- 1981: Der ausgeflippte Professor (So Fine)
- 1983: Die Aufreißer von der Highschool (Losin’ It)
- 1983: Christine (John Carpenter’s Christine)
- 1983: Die Football-Prinzessin (Quarterback Princess)
- 1984: Radioactive Dreams
- 1985: Future Project – Die 4. Dimension (My Science Project)
- 1985: Fackeln im Sturm (North and South, Fernsehserie, sechs Folgen)
- 1986: Top Gun – Sie fürchten weder Tod noch Teufel (Top Gun)
- 1987: Beverly Hills Boys Club (Billionaire Boys Club)
- 1994: Firehawk – Operation Intercept (Aurora: Operation Intercept)
- 1997: Der Teufel in Weiß (The Nurse)
- 1997: Tod einer Stripperin (Stag)
- 1997: Breast Men
- 2000: Cheaters
- 2006: Turistas

### Regie
- 1987: Under Cover – Ein Bulle will Rache (Under Cover)
- 2000: Cheaters
- 2001: Verrückt/Schön (Crazy/Beautiful)
- 2002: Blue Crush
- 2005: Into the Blue
- 2006: Turistas
- 2006: Chasing the Whale
- 2008: Middle of Nowhere
- 2011: Cat Run
- 2012: Dark Tide
- 2012: Code Name: Geronimo (Fernsehfilm)
- 2014: Cannabis Kid (Kid Cannabis)
- 2014: In the Blood
- 2014: Cat Run 2
- 2016: Countdown – Ein Cop sieht rot (Countdown)
- 2016: Kickboxer: Die Vergeltung (Kickboxer: Vengeance)
- 2017: Armed Response – Unsichtbarer Feind (Armed Response)

### Drehbuch
- 1986: Teuflische Klasse (Dangerously Close)
- 1987: Under Cover – Ein Bulle will Rache (Under Cover)
- 1997: Breast Men
- 2000: Cheaters
- 2001: Rock Star
- 2002: Blue Crush

## Nominierungen
- 2000: Primetime Emmy Award in der Kategorie „Writing for a Miniseries, Movie or a Dramatic Special“ (Drehbuch für eine Miniserie, einen Fernsehfilm oder ein Special) für Cheaters
- 2014: Just Film-Award des Tallinn Black Nights Film Festival in der Kategorie „Best Youth Film“ (Bester Jugendfilm) für Cannabis Kid